# União das Freguesias de Gandra e Taião
Die União das Freguesias de Gandra e Taião ist eine portugiesische Gemeinde (Freguesia) im Kreis (Concelho) Valença im Nordwesten Portugals.

## Geschichte
Die Gemeinde entstand im Zuge der Gebietsreform vom 29. September 2013 durch die Zusammenlegung der ehemaligen Gemeinden Gandra und Taião. Gandra wurde Sitz der neuen Verwaltung.

## Demographie
| Freguesia | Freguesia      | Freguesia | Freguesia       | ehemalige Freguesias | ehemalige Freguesias | ehemalige Freguesias | ehemalige Freguesias |
| --------- | -------------- | --------- | --------------- | -------------------- | -------------------- | -------------------- | -------------------- |
| Wappen    | Freguesia      | Einwohner | Fläche in (km²) | Wappen               | Freguesia            | Einwohner            | Fläche in (km²)      |
|           | Gandra e Taião | 1391      | 20,19           |                      | Gandra               | 1318                 | 11,78                |
|           | Gandra e Taião | 1391      | 20,19           | Taião                | 153                  | 8,41                 |                      |